# Betsiboka
Betsiboka är en region i Madagaskar. Den ligger i den centrala delen av landet, 200 km norr om huvudstaden Antananarivo. Antalet invånare är 236 500. Arean är 30 025 kvadratkilometer.
Betsiboka delas in i:
- Maevatanana
- Tsaratanana

Följande samhällen finns i Betsibokaregionen:
- Maevatanana
- Tsaratanana